# Soupisky mužstev na mistrovství světa ve fotbale 2018 (skupina F)
Toto je soupiska čtyř mužstev skupiny F na Mistrovství světa ve fotbale 2018.

## Německo
| Číslo                                       | Jméno                 | Stát / klub                   | Datum narození       | Foto                                        |
| Brankáři                                    | Brankáři              | Brankáři                      | Brankáři             | Brankáři                                    |
| ------------------------------------------- | --------------------- | ----------------------------- | -------------------- | ------------------------------------------- |
| 1                                           | Manuel Neuer -        | Bayern Mnichov (Německo)      | 23.7.1986            | Archivováno 23. 6. 2018 na Wayback Machine. |
| 12                                          | Kevin Trapp           | Paris St. Germain (Francie)   | 8.7.1990             | Archivováno 23. 6. 2018 na Wayback Machine. |
| 22                                          | Marc-André ter Stegen | FC Barcelona (Španělsko)      | 30.4.1992            | Archivováno 23. 6. 2018 na Wayback Machine. |
| Obránci                                     |                       |                               |                      |                                             |
| 2                                           | Marvin Plattenhardt   | Hertha Berlín (Německo)       | 26.1.1992            | Archivováno 23. 6. 2018 na Wayback Machine. |
| 3                                           | Jonas Hector          | Kolín n. R. (Německo)         | 27.5.1990            | Archivováno 23. 6. 2018 na Wayback Machine. |
| 4                                           | Matthias Ginter       | Mönchengladbach (Německo)     | 19.1.1994            | Archivováno 23. 6. 2018 na Wayback Machine. |
| 5                                           | Mats Hummels          | Bayern Mnichov (Německo)      | 16.12.1988           | Archivováno 23. 6. 2018 na Wayback Machine. |
| 15                                          | Niklas Süle           | Bayern Mnichov (Německo)      | 3.9.1995             | Archivováno 23. 6. 2018 na Wayback Machine. |
| 16                                          | Antonio Rüdiger       | Chelsea FC (Anglie)           | 3.3.1993             | Archivováno 23. 6. 2018 na Wayback Machine. |
| 17                                          | Jarome Boateng        | Bayern Mnichov (Německo)      | 3.9.1988             | Archivováno 23. 6. 2018 na Wayback Machine. |
| 18                                          | Joshua Kimmich        | Bayern Mnichov (Německo)      | 8.2.1995             | Archivováno 23. 6. 2018 na Wayback Machine. |
| Záložníci                                   |                       |                               |                      |                                             |
| 6                                           | Sami Khedira          | Juventus Turín (Itálie)       | 4.4.1987             | Archivováno 23. 6. 2018 na Wayback Machine. |
| 7                                           | Julian Draxler        | Paris St. Germain (Francie)   | 20.9.1993            | Archivováno 23. 6. 2018 na Wayback Machine. |
| 8                                           | Toni Kross            | Real Madrid (Španělsko)       | 4.1.1990             | Archivováno 23. 6. 2018 na Wayback Machine. |
| 10                                          | Mesut Özil            | Arsenal FC (Anglie)           | 15.10.1988           | Archivováno 23. 6. 2018 na Wayback Machine. |
| 13                                          | Thomas Müller         | Bayern Mnichov (Německo)      | 13.9.1989            | Archivováno 4. 11. 2018 na Wayback Machine. |
| 14                                          | Leon Goretzka         | Shalke 04 (Německo)           | 6.2.1995             | Archivováno 23. 6. 2018 na Wayback Machine. |
| 19                                          | Sebastian Rudy        | Bayern Mnichov (Německo)      | 28.2.1990            | Archivováno 23. 6. 2018 na Wayback Machine. |
| 20                                          | Julian Brandt         | Bayer 04 Leverkusen (Německo) | 2.5.1996             | Archivováno 23. 6. 2018 na Wayback Machine. |
| 21                                          | Ilkan Gündogan        | Manchester City FC (Anglie)   | 24.10.1990           | Archivováno 23. 6. 2018 na Wayback Machine. |
| Útočníci                                    |                       |                               |                      |                                             |
| 9                                           | Timo Werner           | RB Lipsko (Německo)           | 6.3.1996             | Archivováno 23. 6. 2018 na Wayback Machine. |
| 11                                          | Marco Reus            | Borussia Dortmund (Německo)   | 31.5.1989            | Archivováno 23. 6. 2018 na Wayback Machine. |
| 23                                          | Mario Gómez           | VfB Stuttgart (Německo)       | 10.7.1985            | Archivováno 23. 6. 2018 na Wayback Machine. |
| Hlavní trenér                               |                       |                               |                      |                                             |
| Joachim Löw 3.2.1960                        | Joachim Löw 3.2.1960  | Joachim Löw 3.2.1960          | Joachim Löw 3.2.1960 | Archivováno 23. 6. 2018 na Wayback Machine. |
| Soupiska na FIFA.com                        |                       |                               |                      |                                             |
| Archivováno 20. 6. 2018 na Wayback Machine. |                       |                               |                      |                                             |

## Mexiko
| Číslo                                       | Jméno                       | Stát / klub                        | Datum narození              | Foto                                        |
| Brankáři                                    | Brankáři                    | Brankáři                           | Brankáři                    | Brankáři                                    |
| ------------------------------------------- | --------------------------- | ---------------------------------- | --------------------------- | ------------------------------------------- |
| 1                                           | José de Jesús Corona        | Cruz Azul (Mexiko)                 | 26.1.1981                   | Archivováno 23. 6. 2018 na Wayback Machine. |
| 12                                          | Alfredo Talavera            | Deportivo Toluca FC (Mexiko)       | 18.9.1982                   | Archivováno 23. 6. 2018 na Wayback Machine. |
| 13                                          | Guillermo Ochoa             | Standard Lutych (Belgie)           | 13.7.1985                   | Archivováno 29. 6. 2021 na Wayback Machine. |
| Obránci                                     |                             |                                    |                             |                                             |
| 2                                           | Hugo Ayala                  | Tigres UANL (Mexiko)               | 31.3.1987                   | Archivováno 23. 6. 2018 na Wayback Machine. |
| 3                                           | Carlos Salcedo              | Eintracht Frankfurt (Německo)      | 29.9.1993                   | Archivováno 23. 6. 2018 na Wayback Machine. |
| 4                                           | Rafael Márquez -            | CD Guadalajara (Mexiko)            | 13.2.1979                   | Archivováno 23. 6. 2018 na Wayback Machine. |
| 15                                          | Héctor Moreno               | Real Sociedad (Španělsko)          | 17.1.1988                   | Archivováno 23. 6. 2018 na Wayback Machine. |
| 16                                          | Héctor Herrera              | FC Porto (Portugalsko)             | 19.4.1990                   | Archivováno 23. 6. 2018 na Wayback Machine. |
| 21                                          | Edson Álvarez               | Club América (Mexiko)              | 24.10.1997                  | Archivováno 23. 6. 2018 na Wayback Machine. |
| Záložníci                                   |                             |                                    |                             |                                             |
| 5                                           | Érick Gutiérrez             | CF Pachuca (Mexiko)                | 15.6.1995                   | Archivováno 23. 6. 2018 na Wayback Machine. |
| 6                                           | Jonathan dos Santos         | Los Angeles Galaxy (USA)           | 26.4.1990                   | Archivováno 23. 6. 2018 na Wayback Machine. |
| 7                                           | Miguel Layún                | Sevilla FC (Španělsko)             | 25.6.1988                   | Archivováno 23. 6. 2018 na Wayback Machine. |
| 10                                          | Giovani dos Santos          | Los Angeles Galaxy (USA)           | 11.5.1989                   | Archivováno 23. 6. 2018 na Wayback Machine. |
| 17                                          | Jesús Corona                | FC Porto (Portugalsko)             | 6.1.1993                    | Archivováno 23. 6. 2018 na Wayback Machine. |
| 18                                          | Andrés Guardado             | Betis Sevilla (Španělsko)          | 28.9.1986                   | Archivováno 23. 6. 2018 na Wayback Machine. |
| 20                                          | Javier Aquino               | Tigres UANL (Mexiko)               | 11.2.1990                   | Archivováno 23. 6. 2018 na Wayback Machine. |
| 23                                          | Jesús Gallardo              | Club Universidad Nacional (Mexiko) | 15.8.1994                   | Archivováno 23. 6. 2018 na Wayback Machine. |
| Útočníci                                    |                             |                                    |                             |                                             |
| 8                                           | Marco Fabián                | Cruz Azul (Mexiko)                 | 26.7.1989                   | Archivováno 23. 6. 2018 na Wayback Machine. |
| 9                                           | Raúl Jiménez                | Benfica Lisabon (Portugalsko)      | 5.5.1991                    | Archivováno 23. 6. 2018 na Wayback Machine. |
| 11                                          | Carlos Vela                 | Los Angeles FC (USA)               | 1.3.1989                    | Archivováno 23. 6. 2018 na Wayback Machine. |
| 14                                          | Javier Hernández            | West Ham United FC (Anglie)        | 1.6.1988                    | Archivováno 25. 6. 2018 na Wayback Machine. |
| 19                                          | Oribe Peralta               | Club América (Mexiko)              | 12.1.1984                   | Archivováno 23. 6. 2018 na Wayback Machine. |
| 22                                          | Hirving Lozano              | PSV Eindhoven (Nizozemsko)         | 30.7.1995                   | Archivováno 23. 6. 2018 na Wayback Machine. |
| Hlavní trenér                               |                             |                                    |                             |                                             |
| Juan Carlos Osorio 8.6.1961                 | Juan Carlos Osorio 8.6.1961 | Juan Carlos Osorio 8.6.1961        | Juan Carlos Osorio 8.6.1961 | Archivováno 23. 6. 2018 na Wayback Machine. |
| Soupiska na FIFA.com                        |                             |                                    |                             |                                             |
| Archivováno 20. 6. 2018 na Wayback Machine. |                             |                                    |                             |                                             |

## Švédsko
| Číslo                                       | Jméno                     | Stát / klub                         | Datum narození            | Foto                                        |
| Brankáři                                    | Brankáři                  | Brankáři                            | Brankáři                  | Brankáři                                    |
| ------------------------------------------- | ------------------------- | ----------------------------------- | ------------------------- | ------------------------------------------- |
| 1                                           | Robin Olsen               | FC Kodaň (Dánsko)                   | 8.1.1990                  | Archivováno 23. 6. 2018 na Wayback Machine. |
| 12                                          | Karl-Johan Johnsson       | EA Guingamp (Francie)               | 28.1.1990                 | Archivováno 23. 6. 2018 na Wayback Machine. |
| 23                                          | Kristoffer Nordfeldt      | Swansea City AFC (Wales)            | 23.6.1989                 | Archivováno 23. 6. 2018 na Wayback Machine. |
| Obránci                                     |                           |                                     |                           |                                             |
| 2                                           | Mikael Lustig             | Celtic FC (Skotsko)                 | 13.12.1986                | Archivováno 23. 6. 2018 na Wayback Machine. |
| 3                                           | Victor Lindelöf           | Manchester United FC (Anglie)       | 17.7.1994                 | Archivováno 23. 6. 2018 na Wayback Machine. |
| 4                                           | Andreas Granqvist -       | FK Krasnodar (Rusko)                | 16.4.1985                 | Archivováno 23. 6. 2018 na Wayback Machine. |
| 5                                           | Martin Olsson             | Swansea City AFC (Wales)            | 17.5.1988                 | Archivováno 23. 6. 2018 na Wayback Machine. |
| 6                                           | Ludwig Augustinsson       | Werder Brémy (Německo)              | 21.4.1994                 | Archivováno 23. 6. 2018 na Wayback Machine. |
| 14                                          | Filip Helander            | Bologna FC 1909 (Itálie)            | 22.4.1993                 | Archivováno 23. 6. 2018 na Wayback Machine. |
| 16                                          | Emil Krafth               | Bologna FC 1909 (Itálie)            | 2.8.1994                  | Archivováno 23. 6. 2018 na Wayback Machine. |
| 18                                          | Pontus Jansson            | Leeds United FC (Anglie)            | 13.2.1991                 | Archivováno 23. 6. 2018 na Wayback Machine. |
| Záložníci                                   |                           |                                     |                           |                                             |
| 7                                           | Sebastian Larsson         | Hull City AFC (Anglie)              | 6.6.1985                  | Archivováno 23. 6. 2018 na Wayback Machine. |
| 8                                           | Albin Ekdal               | Hamburger SV (Německo)              | 28.7.1989                 | Archivováno 23. 6. 2018 na Wayback Machine. |
| 10                                          | Emil Forsberg             | RB Lipsko (Německo)                 | 23.10.1991                | Archivováno 23. 6. 2018 na Wayback Machine. |
| 13                                          | Gustav Svensson           | Seattle Sounders FC (USA)           | 7.2.1987                  | Archivováno 23. 6. 2018 na Wayback Machine. |
| 15                                          | Oscar Hiljemark           | Janov CFC (Itálie)                  | 28.6.1992                 | Archivováno 23. 6. 2018 na Wayback Machine. |
| 17                                          | Viktor Claesson           | FK Krasnodar (Rusko)                | 2.1.1992                  | Archivováno 23. 6. 2018 na Wayback Machine. |
| 19                                          | Marcus Rohdén             | FC Crotone (Itálie)                 | 11.5.1991                 | Archivováno 23. 6. 2018 na Wayback Machine. |
| 21                                          | Jimmy Durmaz              | Toulouse FC (Francie)               | 22.3.1989                 | Archivováno 23. 6. 2018 na Wayback Machine. |
| Útočníci                                    |                           |                                     |                           |                                             |
| 9                                           | Marcus Berg               | Al Ajn FC (Spojené arabské emiráty) | 17.8.1986                 | Archivováno 23. 6. 2018 na Wayback Machine. |
| 11                                          | John Guidetti             | Deportivo Alavés (Španělsko)        | 15.4.1992                 | Archivováno 23. 6. 2018 na Wayback Machine. |
| 20                                          | Ola Toivonen              | Toulouse FC (Francie)               | 3.7.1986                  | Archivováno 23. 6. 2018 na Wayback Machine. |
| 22                                          | Isaac Kiese Thelin        | Waasland-Beveren (Belgie)           | 24.6.1992                 | Archivováno 23. 6. 2018 na Wayback Machine. |
| Hlavní trenér                               |                           |                                     |                           |                                             |
| Janne Andersson 29.9.1962                   | Janne Andersson 29.9.1962 | Janne Andersson 29.9.1962           | Janne Andersson 29.9.1962 | Archivováno 23. 6. 2018 na Wayback Machine. |
| Soupiska na FIFA.com                        |                           |                                     |                           |                                             |
| Archivováno 24. 6. 2018 na Wayback Machine. |                           |                                     |                           |                                             |

## Jižní Korea
| Číslo                                       | Jméno                  | Stát / klub                         | Datum narození         | Foto                                        |
| Brankáři                                    | Brankáři               | Brankáři                            | Brankáři               | Brankáři                                    |
| ------------------------------------------- | ---------------------- | ----------------------------------- | ---------------------- | ------------------------------------------- |
| 1                                           | Kim Sung-kju           | Vissel Kóbe (Japonsko)              | 30.9.1990              | Archivováno 23. 6. 2018 na Wayback Machine. |
| 21                                          | Kim Čin-hjon           | Cerezo Ósaka (Japonsko)             | 6.7.1987               | Archivováno 23. 6. 2018 na Wayback Machine. |
| 23                                          | Čche Hjon-u            | Daegu FC (Jižní Korea)              | 25.9.1991              | Archivováno 23. 6. 2018 na Wayback Machine. |
| Obránci                                     |                        |                                     |                        |                                             |
| 2                                           | I Jong                 | Čonbuk Hyundai Motors (Jižní Korea) | 24.12.1986             | Archivováno 23. 6. 2018 na Wayback Machine. |
| 3                                           | Čong Song-hjon         | Sagan Tosu (Japonsko)               | 3.4.1994               | Archivováno 23. 6. 2018 na Wayback Machine. |
| 4                                           | O Pan-suk              | Čedžu United (Jižní Korea)          | 20.5.1988              | Archivováno 23. 6. 2018 na Wayback Machine. |
| 5                                           | Jun Jong-sun           | Songnam FC (Jižní Korea)            | 4.10.1988              | Archivováno 23. 6. 2018 na Wayback Machine. |
| 6                                           | Pak Ču-ho              | Ulsan Hyundai FC (Jižní Korea)      | 16.1.1987              | Archivováno 23. 6. 2018 na Wayback Machine. |
| 12                                          | Kim Min-u              | Kimčchon Sangmu FC (Jižní Korea)    | 25.2.1990              | Archivováno 23. 6. 2018 na Wayback Machine. |
| 14                                          | Hong-čchol             | Kimčchon Sangmu FC (Jižní Korea)    | 17.9.1990              | Archivováno 23. 6. 2018 na Wayback Machine. |
| 19                                          | Kim Jong-kwon          | Kuang-čou FC (Čína)                 | 27.2.1990              | Archivováno 23. 6. 2018 na Wayback Machine. |
| 20                                          | Čang Hjon-su           | FC Tokio (Japonsko)                 | 28.9.1991              | Archivováno 23. 6. 2018 na Wayback Machine. |
| 22                                          | Ko Jo-han              | FC Seoul (Jižní Korea)              | 10.3.1988              | Archivováno 23. 6. 2018 na Wayback Machine. |
| Záložníci                                   |                        |                                     |                        |                                             |
| 8                                           | Ču Se-čong             | Asan Mugunghwa (Jižní Korea)        | 30.10.1990             | Archivováno 23. 6. 2018 na Wayback Machine. |
| 10                                          | I Sung-u               | Hellas Verona FC (Itálie)           | 6.1.1998               | Archivováno 23. 6. 2018 na Wayback Machine. |
| 13                                          | Ku Ča-čchol            | FC Augsburg (Německo)               | 27.2.1989              | Archivováno 23. 6. 2018 na Wayback Machine. |
| 15                                          | Čong U-jong            | Vissel Kóbe (Japonsko)              | 14.12.1989             | Archivováno 23. 6. 2018 na Wayback Machine. |
| 16                                          | Ki Song-jong -         | Swansea City AFC (Wales)            | 24.1.1989              | Archivováno 23. 6. 2018 na Wayback Machine. |
| 17                                          | I Če-song              | Čonbuk Hyundai Motors (Jižní Korea) | 10.8.1992              | Archivováno 23. 6. 2018 na Wayback Machine. |
| 18                                          | Mun Son-min            | Incheon United (Jižní Korea)        | 9.6.1992               | Archivováno 23. 6. 2018 na Wayback Machine. |
| Útočníci                                    |                        |                                     |                        |                                             |
| 7                                           | Son Hung-min           | Tottenham Hotspur FC (Anglie)       | 8.7.1992               | Archivováno 23. 6. 2018 na Wayback Machine. |
| 9                                           | Kim Šin-uk             | Čonbuk Hyundai Motors (Jižní Korea) | 14.4.1988              | Archivováno 23. 6. 2018 na Wayback Machine. |
| 11                                          | Hwang Hi-čchan         | FC Red Bull Salzburg (Rakousko)     | 26.1.1996              | Archivováno 23. 6. 2018 na Wayback Machine. |
| Hlavní trenér                               |                        |                                     |                        |                                             |
| Šin Te-jong 11.10.1970                      | Šin Te-jong 11.10.1970 | Šin Te-jong 11.10.1970              | Šin Te-jong 11.10.1970 | Archivováno 23. 6. 2018 na Wayback Machine. |
| Soupiska na FIFA.com                        |                        |                                     |                        |                                             |
| Archivováno 20. 6. 2018 na Wayback Machine. |                        |                                     |                        |                                             |